# 오사카 메트로 주오선
오사카 메트로 주오선(일본어: 中央線)은 오사카 메트로 노선 가운데 하나이다. 일본 오사카부 오사카시 고노하나구에 있는 유메시마역과 히가시오사카시에 있는 나가타역을 잇는다. 나가타 역에서 긴테쓰 게이한나선과 직결 운행을 한다. 노선 색은 녹색■이다.

## 개요
오사카시 중심부의 선장의 거의 중앙을 횡단하는 중앙 오도리를 따라 달려 오사카항에 이른다. 1961년(쇼와 36년)에 일부 구간이 개통한 이래, 오사카 시가의 동서 방향의 교통을 담당하고 있다. 2005년(헤세이 17년)에 코스모스퀘어역-오사카코역 간의 운영이 오사카항 트랜스포트 시스템(OTS)에서 오사카시 교통국으로 이관되어 동 구간이 중앙선으로 편입(후술)되고 나서는 , 남항 포트타운선(뉴트램)을 포함한 Osaka Metro의 모든 노선과의 환승이 가능한 유일한 노선이 되고 있다. 다른 지하 노선과의 교차 부분은 코스모 스퀘어 역의 난코 포트 타운 선, 혼마치 역의 미도스 지선 · 요츠바시 선과 사카이스지 혼마치 역의 사카이 스지선은 중앙선이 아래를, 이 외는 중앙선 가 위를 지나고 있다.
2004년도 당시의 오사카 시영 지하철의 각 선에서 이용자 수 5위였지만, 중앙선의 이용자가 늘어나, 4개 다리선은 이용자가 감소했기 때문에, 2010년도에는 4개 다리선을 뽑아 4위가 됐다. 또, 2008년도의 경상수지에서는 미도스지선, 타니마치선에 이은 흑자를 달성하고 있다(오사카 시영 지하철의 경영 상황도 참조). 오사카 시내에서 남쪽의 센니치 전통을 달리는 한신 난바선, 긴테쓰 난바선, 긴테쓰 나라선은 긴테츠가 탑승하고 있는 노선끼리이지만 구조역-이코마역간에 경쟁관계에 있지만, 양노선간에는 노선의 사명이 다르기 때문에 본격적인 경쟁은 하지 않았다.
라인 칼라의 유래는 오사카성 공원으로 되어 있으며, 모리노미야역 앞에서 혼마치도리와 분기하는 성남 교차로까지의 구간에서 동공원의 남쪽 가장자리를 달리고 있다.
2025년의 만국박람회 개최지가 오사카로 결정한 것을 받아, 2025년 일본국제박람회(오사카·간사이만박) 개최를 향해 유메에는 오사카·간사이만박의 회장이 건설될 예정으로 있는 것으로부터, 코스모 스퀘어역에서 유메까지 연신한 후 오사카·간사이 박람회 회장을 위한 액세스 철도도 될 예정이다(연신 계획도 참조).
오사카 메트로의 역 번호는 원칙적으로 기점 역을 11로 하고 있지만, 코스모 스퀘어역-오사카코역간이 오사카항 트랜스포트 시스템으로부터 편입되었다는 경위에 의해, 오사카코역의 역 번호가 11로, 코스모스퀘어 역의 역 번호가 10입니다.

### 노선 데이터
- 관할·노선 거리(실 킬로):전장 21.2 km(영업 킬로(운임 계산 킬로)도 같다)
- 오사카시 고속 전기 궤도(제2종 철도 사업)·오사카 항 트랜스포트 시스템(제3종 철도 사업)
  - 유메시마역 - 오사카코역 5.6 km
- 오사카시 고속 전기 궤도(궤도 사업)
  - 오사카코역 - 나가타역 간 15.5 km
- 궤간: 1,435 mm
- 역수: 15역(기종점역 포함)
- 복선 구간: 전선
- 전화 구간：전선전화(직류 750 V・제3 궤조 방식)
- 지상구간 : 오사카코역 - 구조역간
- 폐색 방식:자동 폐색식
- 보안 장비: WS-ATC
- 최고 속도: 70 km/h
- 최대 편성 양수:6량(1984년-)
- 홈 최대 대응 편성 양수：8량
- 차내 안내 장치 설치율：100%

## 역사
- 1961년 12월 11일: 오사카코 ~ 벤텐초 구간 개통
- 1964년 10월 31일: 벤텐초 ~ 혼마치(임시) 구간 연장 개통
- 1967년 9월 30일: 다니마치 4초메 ~ 모리노미야 구간 개통
- 1968년 7월 29일: 모리노미야 ~ 후카에바시 구간 연장 개통
- 1969년 7월 1일: 혼마치(임시) ~ 혼마치 구간 연장 개통
- 1969년 12월 6일:
  - 노선의 애칭을 주오선으로 결정
  - 혼마치 ~ 다니마치 4초메 구간 개통
- 1985년 4월 5일: 후카에바시 ~ 나가타 구간 개통
- 1986년 10월 1일: 긴키 닛폰 철도 히가시오사카 선(지금의 게이한나 선) 개통과 동시에 직결 운행 개시
- 1997년 12월 18일: 오사카 항 트랜스포트 시스템 OTS 테크노포트 선(코스모스퀘어 ~ 오사카코) 개통과 동시에 직결 운행 개시
- 2005년 7월 1일: OTS 테크노포트선이 주오선으로 편입
- 2025년 1월 19일: 유메시마 ~ 코스모스퀘어 구간 연장 개통[1][2]

## 운행 형태
나가타역에서 긴테쓰 케이한나 선학 켄나라 등미가오카역까지 상호 직통 운전을 하고 있다. 운전 간격은 아침 러시시는 3분 45초 간격(2018년 3월 24일 이후는 최단 3분 15초 간격), 주간 시간대는 7분 30초 간격(1시간 8개)로, 반수의 열차는 케이한나선의 이코마역에서 접는다. 그 외 아침 저녁 러쉬시에 차량 기지가 있는 모리노미야역 발착의 구간 열차, 이른 아침과 밤에 나가타역-코스모스퀘어역 사이의 선내 접어 열차가 소수 설정되어 있다.
긴테쓰 케이한나선 이코마역 - 가쿠켄 나라토미가오카역간이 2006년 3월 27일에 개업하여 운전 구간이 연장된 것과 긴테쓰선 내에서 원맨 운전 개시에 따라 역에서 정차 시간이 늘어났다. 따라서 소요 시간 단축으로 인해 긴테쓰선 내에서는 최고 속도가 70km/h에서 95km/h로 늘어났다. 이는 제3궤조 방식을 채용하고 있는 일본 국내의 철도선에서는 최고 속도이다. 또한, 쾌속 열차의 운전도 검토되고 있었다[5]가 배웅되었다.
승무원의 교대는 모리노미야역과 나가타역(나가타역에서는 Osaka Metro와 긴테츠의 운전사가 교대)에서 행해진다.
주오선은, 타니마치선, 요츠바시선, 센니치마에선과 선로가 연결되어 있어 모리노미야 검차장에의 입출고의 관계로 모리노미야 검차 장소 속이 되어 있는 센니치마에선의 차량이 러쉬시 전후를 중심 에아와자역-모리노미야역 사이에서 매일, 모리노미야 공장에서 차량 검사를 실시하는 다니마치선의 차량이 다니마치 요쵸메역-모리노미야역 사이에서 각각 회송 열차로서, 또, 모리노미야 공장에서의 검사 후의 시운전으로 센니치마에선과 타니마치선의 차량이 모리노미야역-오사카코역 사이를 주행하는 경우가 있다. 2016년부터 제3궤조 노선의 정기 검사 등은 요쓰바시선의 미도리 검차장에서 실시되게 되었지만, 타니마치선, 센니치마에선의 차량도 당 노선의 모리노미야역-혼마치역 사이를 경유 하고 4개 다리선으로 탑승하는 형태로 되어 있다. 2018년에는 타니마치선에서 전용된 요쓰바시선의 차량(23계 제56편성)이 모리노미야 검차장에서 개조가 실시되었기 때문에 시운전으로 중앙선을 주행한 적도 있다.
400계·30000A계 모두 나라현의 학연 나라 등미가오카역까지 탑승하고 있어, Osaka Metro 소유의 차량이 일상적으로 오사카부 밖으로 직통하는 유일한 노선이다.

## 차량

### 현재 차량
- 30000A계
- 400계

### 과거 차량
- 24계

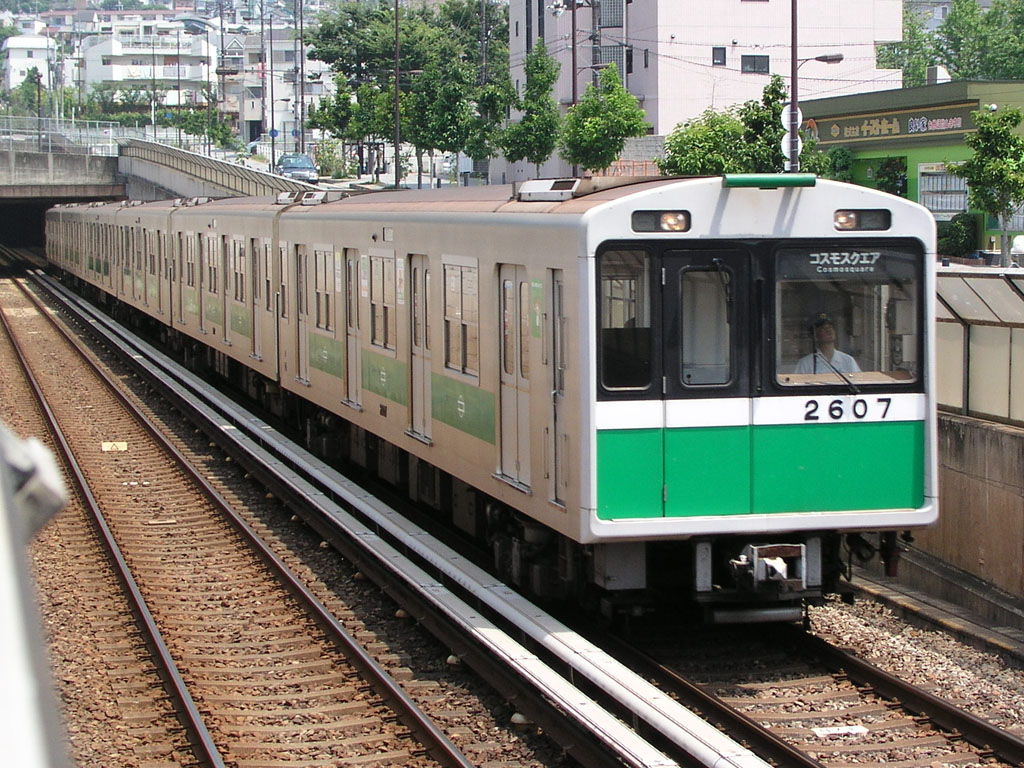
20계
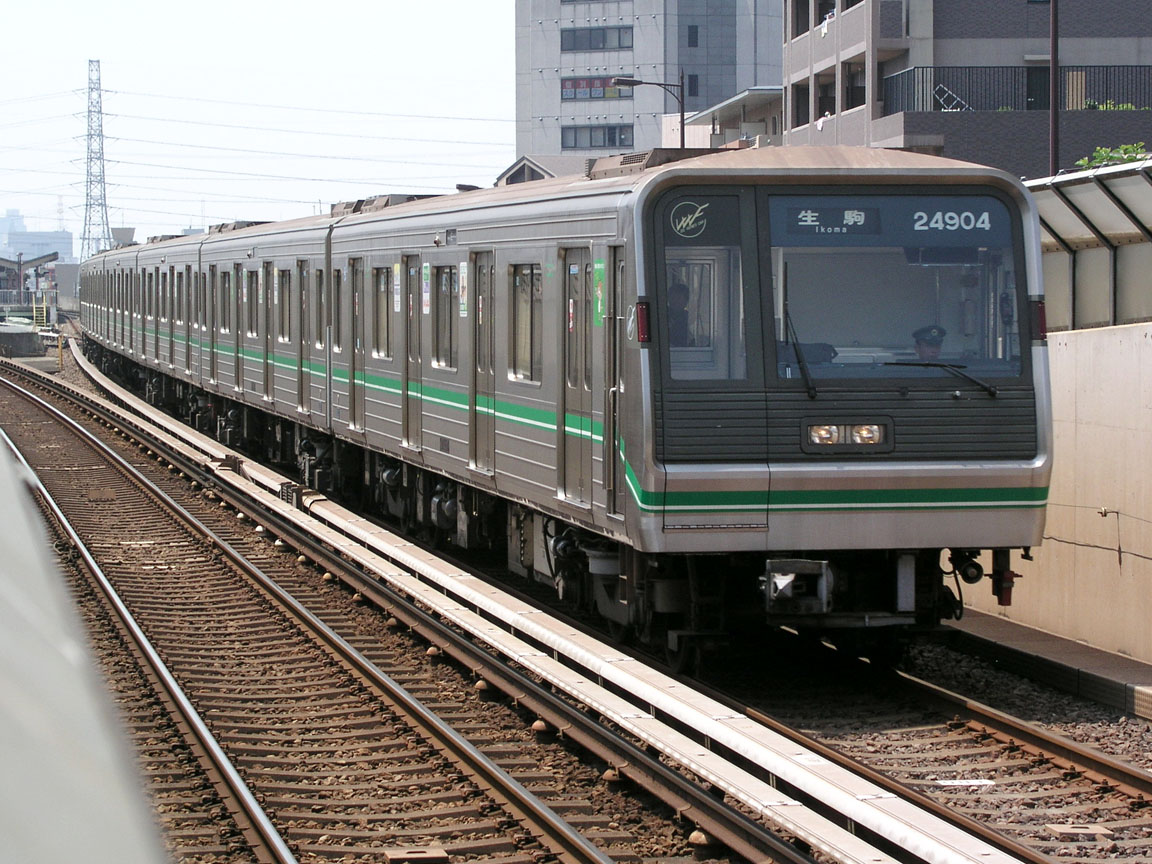
24계

### 직결 운행 차량
- 긴테쓰 7000계·7020계

## 역 목록
| 역 번호 | 역 이름          | 일본어 이름    | 거리 (km) | 접속 노선                             | 소재지   | 소재지         | 소재지         |
| ------- | ---------------- | -------------- | --------- | ------------------------------------- | -------- | -------------- | -------------- |
| C09     | 유메시마         | 夢洲           | 0.0       |                                       | 오사카부 | 오사카시       | 고노하나구     |
| C10     | 코스모스퀘어     | コスモスクエア | 3.2       | 난코 포트타운선                       | 오사카부 | 오사카시       | 스미노에구     |
| C11     | 오사카코         | 大阪港         | 5.6       |                                       | 오사카부 | 오사카시       | 미나토구       |
| C12     | 아사시오바시     | 朝潮橋         | 7.1       |                                       | 오사카부 | 오사카시       | 미나토구       |
| C13     | 벤텐초           | 弁天町         | 8.7       | 오사카 순환선                         | 오사카부 | 오사카시       | 미나토구       |
| C14     | 구조             | 九条           | 10.0      | 한신 전기 철도 한신 난바 선           | 오사카부 | 오사카시       | 니시구         |
| C15     | 아와자           | 阿波座         | 11.5      | 센니치마에선                          | 오사카부 | 오사카시       | 니시구         |
| C16     | 혼마치           | 本町           | 12.6      | 미도스지선, 요쓰바시선                | 오사카부 | 오사카시       | 주오구         |
| C17     | 사카이스지혼마치 | 堺筋本町       | 13.3      | 사카이스지선                          | 오사카부 | 오사카시       | 주오구         |
| C18     | 다니마치 4초메   | 谷町四丁目     | 14.3      | 다니마치선                            | 오사카부 | 오사카시       | 주오구         |
| C19     | 모리노미야       | 森ノ宮         | 15.6      | 나가호리쓰루미료쿠치선, 오사카 순환선 | 오사카부 | 오사카시       | 주오구         |
| C20     | 미도리바시       | 緑橋           | 16.8      | 이마자토스지선                        | 오사카부 | 오사카시       | 히가시나리구   |
| C21     | 후카에바시       | 深江橋         | 17.9      |                                       | 오사카부 | 오사카시       | 히가시나리구   |
| C22     | 다카이다         | 高井田         | 19.3      | 오사카히가시 선(다카이다추오역)       | 오사카부 | 히가시오사카시 | 히가시오사카시 |
| C23     | 나가타           | 長田           | 21.2      | 긴테쓰 게이한나선(직결 운행)          | 오사카부 | 히가시오사카시 | 히가시오사카시 |

## 참고
1. ↑  “Osaka Metro中央線の新駅「夢洲駅」の開業日について” (일본어). 2025년 1월 7일에 확인함.
2. ↑  “Osaka Metro 中央線延伸部（コスモスクエア駅から夢洲駅間）が2025年1月19日（日曜日）に開業します｜Osaka Metro” (일본어). 2025년 1월 7일에 확인함.